# Ofoten

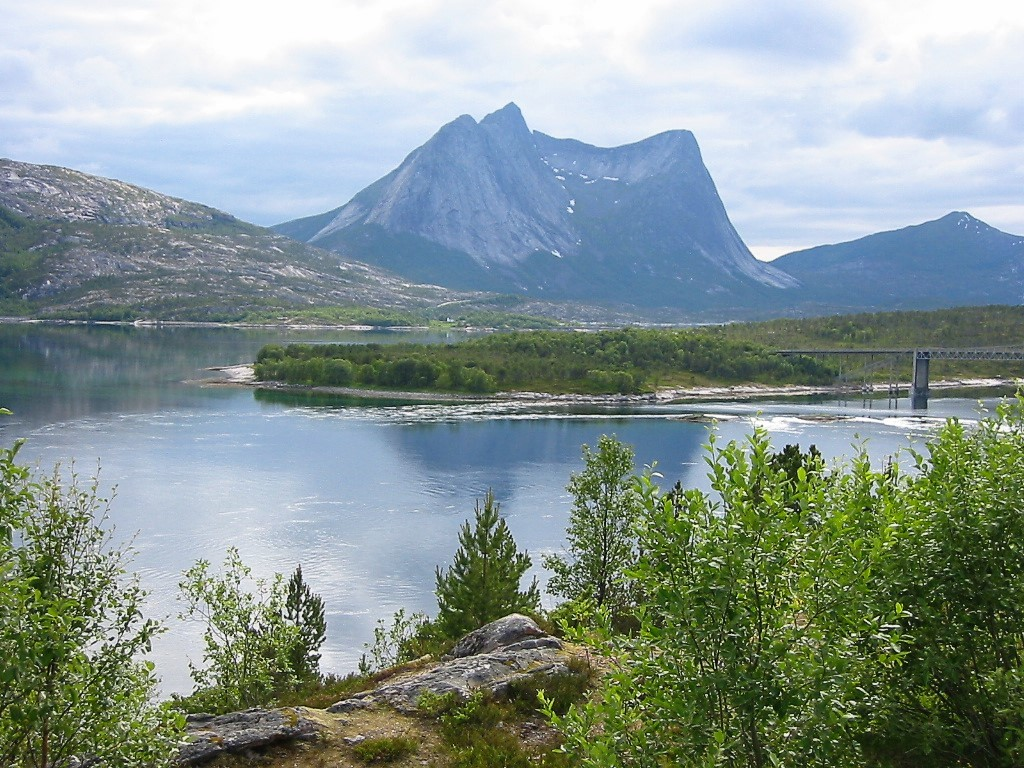
Efjord südlich von Narvik.

Ofoten ist eine historische Landschaft im Norden Norwegens, die heute den nördlichen Festlandsteil des Fylkes Nordland rund um den Ofotfjord mit dem Großraum Narvik umfasst.

## Geografie
Ofoten liegt im nordöstlichen Teil von Nordland, entlang des Ofotfjord und dessen Seitenarmen. Das Gebiet umfasst die Gemeinden Narvik, Evenes, Tjeldsund, Lødingen und Hamarøy, wobei größere Teile von Hamarøy außerhalb des zur Landschaft gerechneten Bereichs liegen.
Das Areal ist von hohen Erhebungen geprägt, etwa 43 Prozent des Gebiets liegen über einer Höhe von 600 moh. Im Osten befinden sich die höchsten Erhebungen, unter anderem der Storsteinfjellet (samisch: Sealggajiekŋa) mit einer Höhe von 1893,3 moh. in der Kommune Narvik.
Die Bevölkerung lebt vor allem in den Siedlungen am Ofotfjord und de Vestfjord. Mit 14.148 Einwohnern (Stand: 2019) ist Narvik die bevölkerungsreichste Stadt in Ofoten. Weitere größere sogenannte Tettsteder sind Lødingen, Bjerkvik, Kjøpsvik und Ballangen.

## Kommune Ofoten
Ab 1837 existierte die Kommune Ofoten, die im Jahr 1884 in die Gemeinden Evenes und Ankenes aufgeteilt wurde.

## Wirtschaft
In den flachen ufernahen Gebieten wird Landwirtschaft betrieben, die Fischerei ist für die Gegend von eher geringer Bedeutung. Es gibt mehrere größere Kraftwerke, das größte ist das Kraftwerk Skjomen.
Durch Ofoten führt die Strecke der Ofotbanen auf 43 Kilometern durch Norwegen, bis sie die norwegisch-schwedische Grenze erreicht und dort weiter ins schwedische Kiruna verläuft. Auf der Bahnlinie wird in größerem Umfang Erz aus Kiruna abtransportiert. An der Südseite des Ofjotfjords befindet sich eine Teilstrecke der Europastraße 6 (E6), die nördlich von Narvik die Europastraße 10 kreuzt. In Evenes befindet sich der Flughafen Harstad/Narvik.